# 이바 자니키
이바 자니키(Iva Zanicchi, 1940년 1월 18일 ~ )는 이탈리아의 가수이다.

## 생애
북이탈리아의 레조 네에밀리아에서 태어났다. 20세 때 그 곳 콘테스트에서 우승, 다음해의 카스트로카로 신인 콘테스트에서도 우승하였다. 그러나 그녀가 각광을 받기 시작한 것은 1966년에 산 레모 페스티벌에 나가 <이별의 밤>을 불렀을 때였다. 이 레코드는 크게 히트하여 일약  스타의 자리에 올랐다. 1974년에 <안녕도 하지 않고>를 불러 명실공히 최고의 가수가 되었다. 여배우기도하며 선천적인 미모와 미성을 곁들여 완벽한 테크닉을 지닌 스타이다.

## 음반
- 1965 Iva Zanicchi
- 1967 Fra noi
- 1968 Unchained Melody
- 1970 Iva senza tempo
- 1970 Caro Theodorakis... Iva
- 1971 Caro Aznavour
- 1971 Shalom
- 1972 Fantasia
- 1972 Dall'amore in poi
- 1973 Le giornate dell'amore
- 1973 Dolce notte santa notte
- 1974 Io ti propongo
- 1974 ¿Chao Iva còmo estas?
- 1975 Io sarò la tua idea
- 1976 Confessioni
- 1976 The Golden Orpheus '76 (live in Bulgaria)
- 1976 Cara Napoli
- 1978 Con la voglia di te
- 1978 Playboy
- 1980 D'Iva
- 1980 D'Iva (en espanol)
- 1981 Iva Zanicchi
- 1981 Nostalgias
- 1982 Yo, por amarte
- 1984 Quando arriverà
- 1984 Iva 85
- 1987 Care colleghe
- 1988 Nefertari
- 1991 Come mi vorrei
- 2003 Fossi un tango
- 2009 Colori d'amore
- 2013 In cerca di te